# 赵志刚 (1908年)
赵志刚（1908年1月—1990年2月19日），男，曾名赵琏珩，化名赵暗炬，直隶（今河北）阜城人，中华人民共和国政治人物，曾任中华人民共和国邮电部副部长。

## 生平
1920年到北平香山慈幼院读书，1927年3月加入中国共产党。1928年慈幼院毕业后到东北从事党的地下工作，先后任中共吉林和龙县委书记、东满特委委员、中共延边特委书记等职。1930年调任满州省委秘书处文书担任党内交通工作。1931年11月至1934年，先后任中共安东县委书记、中共中央交通局满州分局负责人、哈尔滨道里区委书记、吉东局委员兼穆陵中心县委书记等职，1934年6月被捕入狱，9月获释。1934年底回河北景县继续从事党的地下工作，任县委委员。1937年1月到北平东方印书馆工作，任中共北平市委市民委员会委员。
抗日战争爆发后，奉命与董昆一全家一起到赵志刚妻子王辩的山东诸城老家开展抗日救亡活动。1937年10月在诸城的相州建立中共诸城临时特支任书记。1937年12月到县城成立中共诸城临时县委任书记。1938年到国民党第五十七军做党的秘密工作。曾任日照县委书记。1941年到中共山东分局党校第一期高级干部班学习。1942年1月到山东战时工作委员会、山东省政府工作，山东分局书记朱瑞按照“中央指示，要各抗日根据地积极开展书刊报纸出版发行工作，开辟各抗日根据地之间的交通联系，也可以采用战时邮局的组织形式，使各抗日根据地相互联系起来”，因为其过去在满洲省委较长期地担任过地下交通工作，出任山东战时工作委员会邮政总局（简称山东战邮，对外称山东省民邮局）局长，从1943年3月按照中共山东分局彻底贯彻一元化领导的决定，山东战邮局长暨山东分局组织部交通科长暨《大众日报》社发行部部长，邮、交、发合一。17000多里地下邮路。组织了武装交通队，护送邮件和书报。
1945年8月日本投降后，山东邮、交、发三位一体的战时邮政机构曾一度分开。1946年9月15日中共华东局决定，山东邮政管理局与《大众日报》及各战略区的报纸发行部门再次合并。任山东省交通局局长、山东邮政管理总局局长、华东财办交通部长、华东邮政总局局长、上海军管会邮政处长。
中华人民共和国成立后，任邮电部邮政总局副局长、供应局局长、办公厅主任、部长助理、副部长兼纪检组组长等职。
第五届全国政协委员、第六届全国政协委员。 